# Свети Никола (Гниляне)
„Свети Никола“ (на сръбски: Црква Св. Николе) е възрожденска православна църква в град Гниляне, Косово. Част е от Рашко-Призренската епархия на Сръбската православна църква. В 1980 година църквата обявена за паметник на културата.

## История
Църквата е построена в 1861 година в центъра на града на основите на по-стар храм. Строител на храма е Георги Новаков Джонгар. Според други източници Новаков само обновява сградата след голям пожар в 1893 година.
В архитектурно отношение църквата е базилика, повлияна от романтизма, но комбинираща различни стилове – византийски, неоромански, неоренесансов и необарок. До сградата е бившето училище, камбанарията и чешма. Стенописите в църквата са дело на дебърския майстор Константин Яковлев от Галичник. Стенописите в апсидата са изписани в 1901 година от Димитър Папрадишки. Иконата „Богородица с Христос“ е от 1867 година - дело на Васил Гиновски.